# Глорія (співачка)
Глорія (нар. 28 червня 1973 року, Русе, Народна Республіка Болгарія) — болгарська співачка.

## Дискографія
- Щастието е магия (1994)
- За добро или зло (1995)
- Ангел с дяволска душа (1996)
- Носталгия (1997)
- Стопроцентова жена (1998)
- 12 диаманта (2000)
- Илюзия (2001)
- Крепост (2003)
- Влюбена в живота (2005)
- Благодаря (2007)
- Имам нужда от теб (2011)
- Пътеки (2013)
- Пясъчни кули (2015)